# 亨利·乔治
亨利·喬治（1839年9月2日—1897年10月29日），美国经济学家、政客、土地制度改革運動人物。乔治创立的土地改革制度和经济意识形态常被称为乔治主义。
亨利・乔治以他的关于土地价值所有税（single tax）的主张而聞名。乔治继承了大卫·李嘉图、詹姆斯·密尔和约翰·斯图尔特·密尔等经济学家对土地特点的研究，并全面公式化了这些经济法则。乔治认为，土地价值税是最道德和最高效的税：土地不由任何人创立，是社会共有的公共财产，因而土地税是最道德的税；而土地的供给是恒定的，因此对它收税不会有影响土地生产力或产生无谓消耗等问题，所以土地税也是最高效的。因此，政府应该用只通过土地价值税的来获得收入。这项单一土地税将针对未改善的土地价值，即如果土地处于自然状态，没有建筑物、景观等等时土地的价值。通过这样的执行，政府即能征收充足的税收以继续运转，也能减轻社会各阶层公民的负担。1976年诺贝尔经济学奖主米尔顿弗里也曾赞同过乔治的的看法，说过地价税是「最不坏的税」（the least bad tax）。

## 生平

Science of political economy, 1898

出生於美國費城海關稅務員家庭，12歲輟學，在“印度”号商船上當水手，19岁前往加州淘金，進入《舊金山時報》（Sanfrancisco Times）當排字工人，開始研究中國苦力的問題。1879年因《进步与贫困》一書聲名大噪，孫中山对其颇为赞譽：「美人有卓爾基亨利（Henry George）者，......曾著一書，名為進步與貧窮， 其意以為世界愈文明，人類愈貧困，著於經濟學分配之不當，主張土地公有。其說風行一時，為各國學者所贊同，其闡發地稅法之理由，尤其為精確，遂發生單稅社會主義一說。」不幸的是，亨利・乔治的单一税主张从未应用于美国。1897年，他在紐約竞选市长时，突然脑溢血不幸逝世。

## 著作
1. 《進步與貧窮》（Progress and Poverty ,1879）
2. 《土地問題》（The Land Question ,1881）
3. 《社會問題》（Social Problem,1883）
4. 《土地財產權》（Poverty in Land ,1884）
5. 《保護主義抑或自由貿易》（ Protection or Free  Trade, 1886 ）
6. 《勞動的條件》（The Condition of Labor, 1891）
7. 《尷尬的哲學家》（A Perplexed  Philosopher, 1892）
8. 《政治經濟科學》（The Science of Political Economy, 1898）

## 外部連結
- The New Physiocratic League （页面存档备份，存于）
- the International Union for Land Value Taxation （页面存档备份，存于）